# توماس إس. هانسون
توماس إس. هانسون (بالإنجليزية: Thomas S. Hanson)‏ هو سياسي أمريكي، ولد في 14 سبتمبر 1939. حزبياً، نشط في الحزب الديمقراطي. وقد انتخب عضو جمعية ولاية ويسكونسن.